# سي سلفر
سي-سلفر (بالإنجليزية: Seasilver) هو الاسم التجاري لمكمّل غذائي تجاري اُنتج وبُيع من قبل الشركتين سي-سلفر الأمريكية المحدودة وامريكالو المحدودة.
رُوج للمنتج بواسطة ادعاء كاذب بأنه قادر «على معالجة 650 مرض» مما أدّى إلى ملاحقة اصحاب الشركتين قانونياً وتغريمهم.

## التاريخ القضائي
في عام 2002 ارسلت إدارة الغذاء والدواء الأمريكية رسائل تحذيرية لمروّجي المنتج لتكوينهم إدّعاءات صحية غير مستندة إلى حقائق.
في عام 2003 حُجز على المنتج كلفته 5.6 مليون دولار أمريكي من قبل إدارة الغذاء والدواء وفي السنة الي تبعتها صدر قرار لاصحاب الشركة يمنعهم من الترويج الخاطئ للمنتج سي-سلفر؛ وتغريمهم بقيمة 120 مليون دولار أمريكي موقوفة التنفيذ لثلاثة ملايين دولارامريكي إذا دُفعت الغرامة بشكل سريع.
وتماشيا مع عدم الدفع وفشل الإستئناف؛ اُعيد تثبيت الغرامة الكاملة بقيمة 120 مليون دولار أمريكي بقرار عام 2008.

## التاثير الصحي
يحتوي منتج سي-سلفر على تنوع في المكونات والتي تتضمن التابوبيا، العنبية حادة الخباء والصبر. وفقا لمركز سرطان ميموريال سلون كيتيرينج: «لا يوجد دراسات اظهرت كفاءة هذا المنتج الباهظ». وتقول كواكواتش:«ليس هناك سبب منطقي لإستخدام هذا المنتج».